# Лорд, Брэдли
Брэдли Ричард Лорд (англ. Bradley Lord; 22 августа 1939 года, Суомпскотт, Массачусетс, США — 15 февраля 1961 года, Брюссель, Бельгия) — американский фигурист, выступающий в одиночном катании. Он чемпион США и вице-чемпион Северной Америки в 1961 году, чемпион первенства США среди юниоров в 1957 году.

## Биография
Брэдли Лорд родился в американском штате Массачусетс. Рядом с его домом был каток, и он начал кататься с пяти лет и вскоре увлёкся фигурным катанием.
В 1956 году к нему пришёл первый успех: он стал бронзовым призёром первенства США среди юниоров, а на следующий год выиграл эти соревнования. Он очень хотел выступить на домашних зимних Олимпийских играх. Однако в сборной США среди фигуристов-одиночников тогда была жёсткая конкуренция, и Лорд оказался только первым запасным. Однако через неделю он выступал на чемпионате мира в Ванкувере.
В следующий сезон Брэдли выиграл чемпионат США и был вторым на чемпионате Северной Америки.

## Гибель
В конце февраля в Праге должен был состояться чемпионат мира по фигурному катанию. Брэдли Лорд в составе сборной на самолёте добирался в Чехословакию, и при промежуточной посадке в Брюсселе произошла катастрофа лайнера. Все пассажиры и экипаж погибли.

## Результаты
| Соревнования/Сезон          | 1958—1959 | 1959—1960 | 1960—1961 |
| --------------------------- | --------- | --------- | --------- |
| Чемпионаты мира             |           | 6         |           |
| Чемпионаты Северной Америки |           |           | 2         |
| Чемпионаты США              | 4         | 4         | 1         |

## Память
28 января 2011 года Брэдли Лорд был введен в Зал Славы Фигурного Катания США.